# Palace steamer
Palace steamers eren luxosos vapors de passatgers i càrrega al voltant dels Grans Llacs d'Amèrica del Nord, (1844-1857). Un dels més famosos era el Niagara, que va ser destruït per un incendi durant un viatge el 1856.